# Pawel Runow

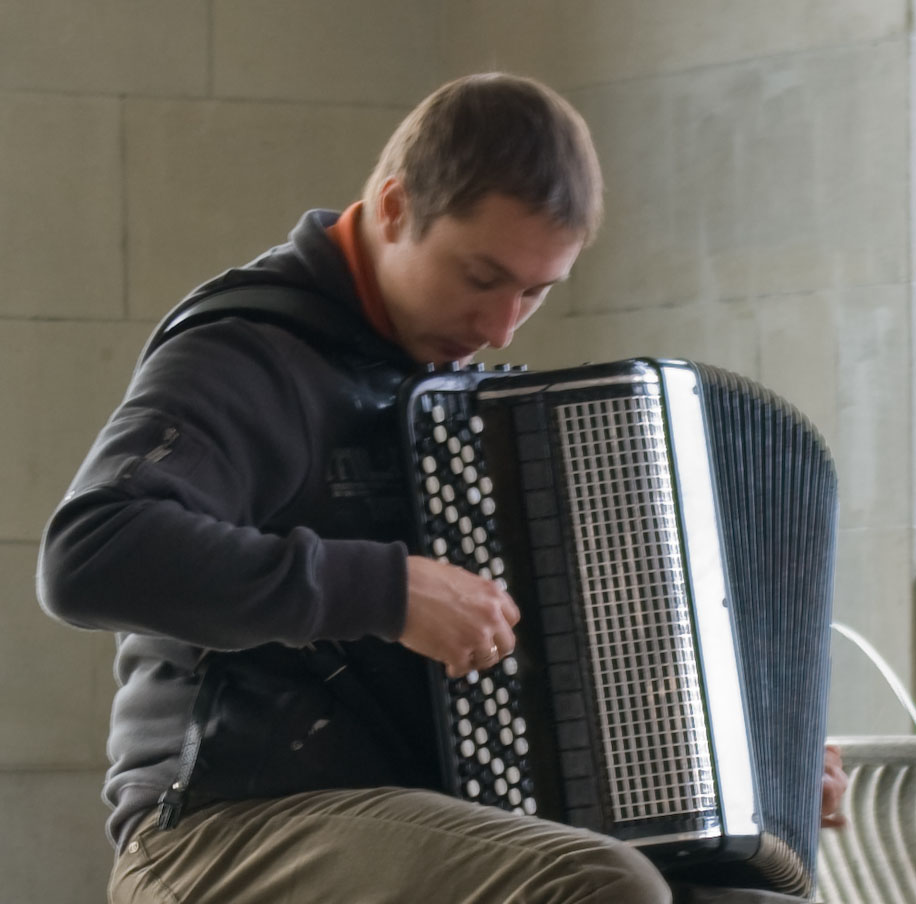
Pawel Runow als Straßenkünstler in der Eingangshalle des Helmhauses in Zürich

Pawel Runow (ukrainisch Павло Рунов Pawlo Runow; russisch Павел Рунов Pawel Runow; * 12. Juli 1976 in Uschhorod, Ukrainische SSR) ist ein ukrainischer Akkordeon-Spieler.

## Leben
Mit sieben Jahren besuchte er 1983 die Musikschule und im Jahr 1991 das Musical College. Im Jahr 2000 schloss er seine Ausbildung an der Akademie ab.
Pawel Runow lebt in Mailand (Italien) und ist nebst seiner aktiven musikalischen Tätigkeit auch in der Pädagogik tätig. Sein Repertoire erstreckt sich über Werke von Johann Sebastian Bach, Ludwig van Beethoven, Gioachino Rossini, Heinrich Weber, Johannes Brahms, Johann Strauss, Franz Liszt, Niccolò Paganini. Runow tritt wiederholt auch als Straßenmusikant auf, zum Beispiel 2008 oder im Juli 2010 in Zürich im Eingangsbereich der Wasserkirche dem sog. Helmhaus.
Runow nahm 1995 am International competition for performes on folk instruments in Chmelnyzkyj, (Ukraine), 1996 am International competition of  accordionists "Coupe Mondiale" in Dunajská Streda (Slowakei), 1998 am International competition "The Cup of Krivbass" in Krywyj Rih (Ukraine) und International competition accordionists in Klingenthal (Deutschland) sowie 2001 am International competition "The Cup of Krivbass" in Krywyj Rih (Ukraine) teil.

## Diskografie
- Classic Accordeon (2002)
- Classic Accordeon II (Jahr nicht bekannt)

## Galerie

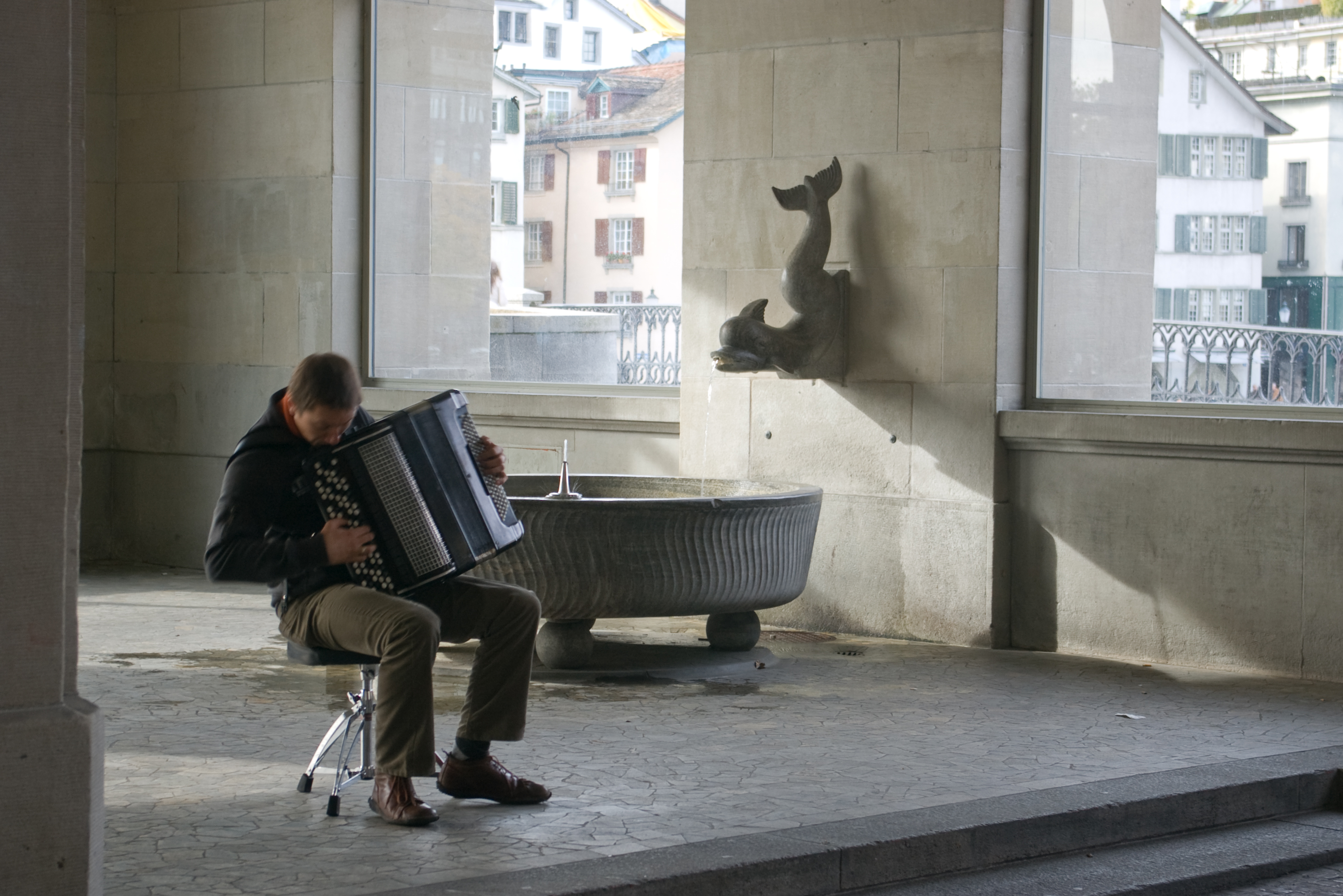
Pawel Runow als Straßenkünstler in der Eingangshalle des Helmhauses in Zürich
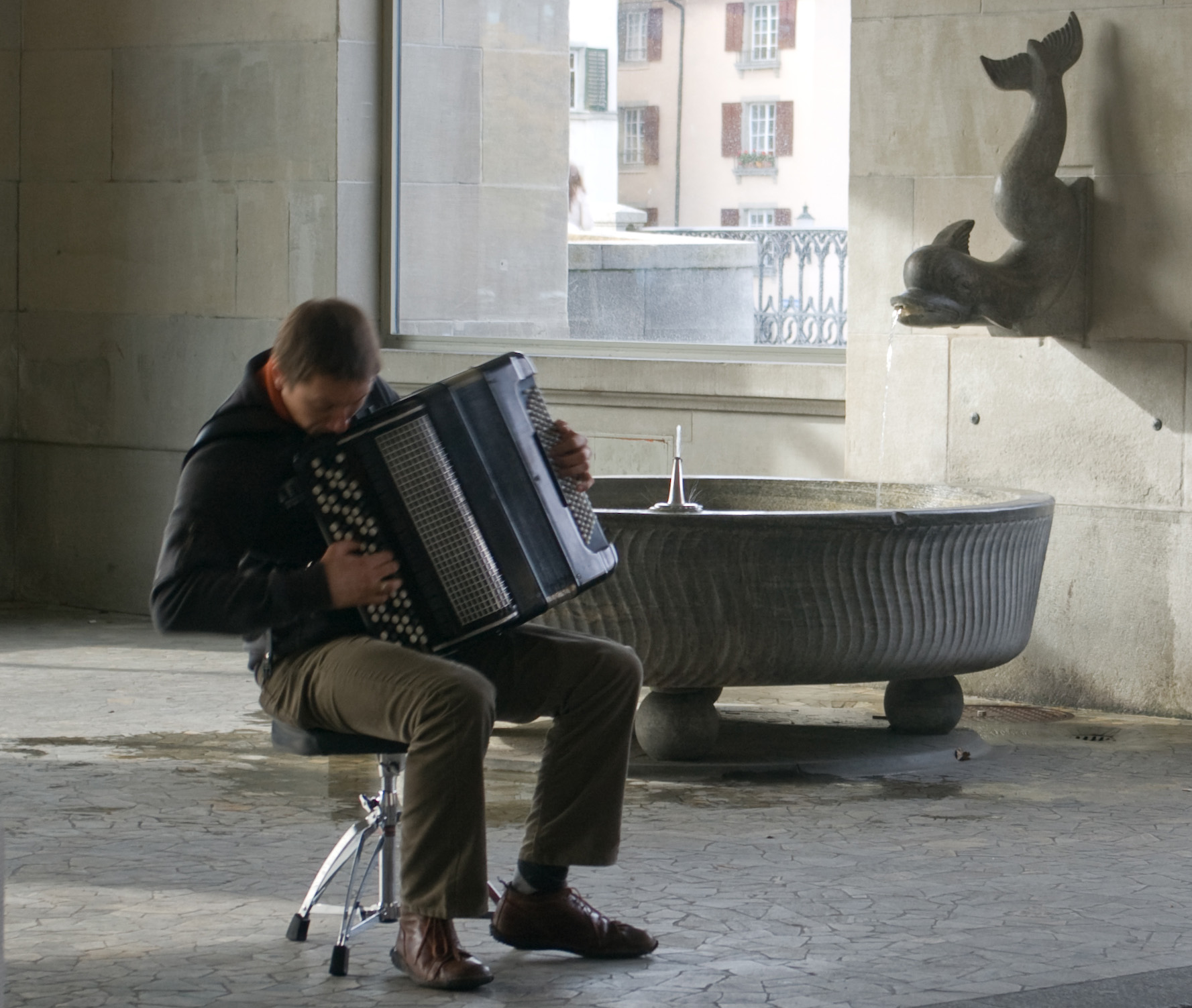
Ausschnitt von PavelRunov ZH1.jpg
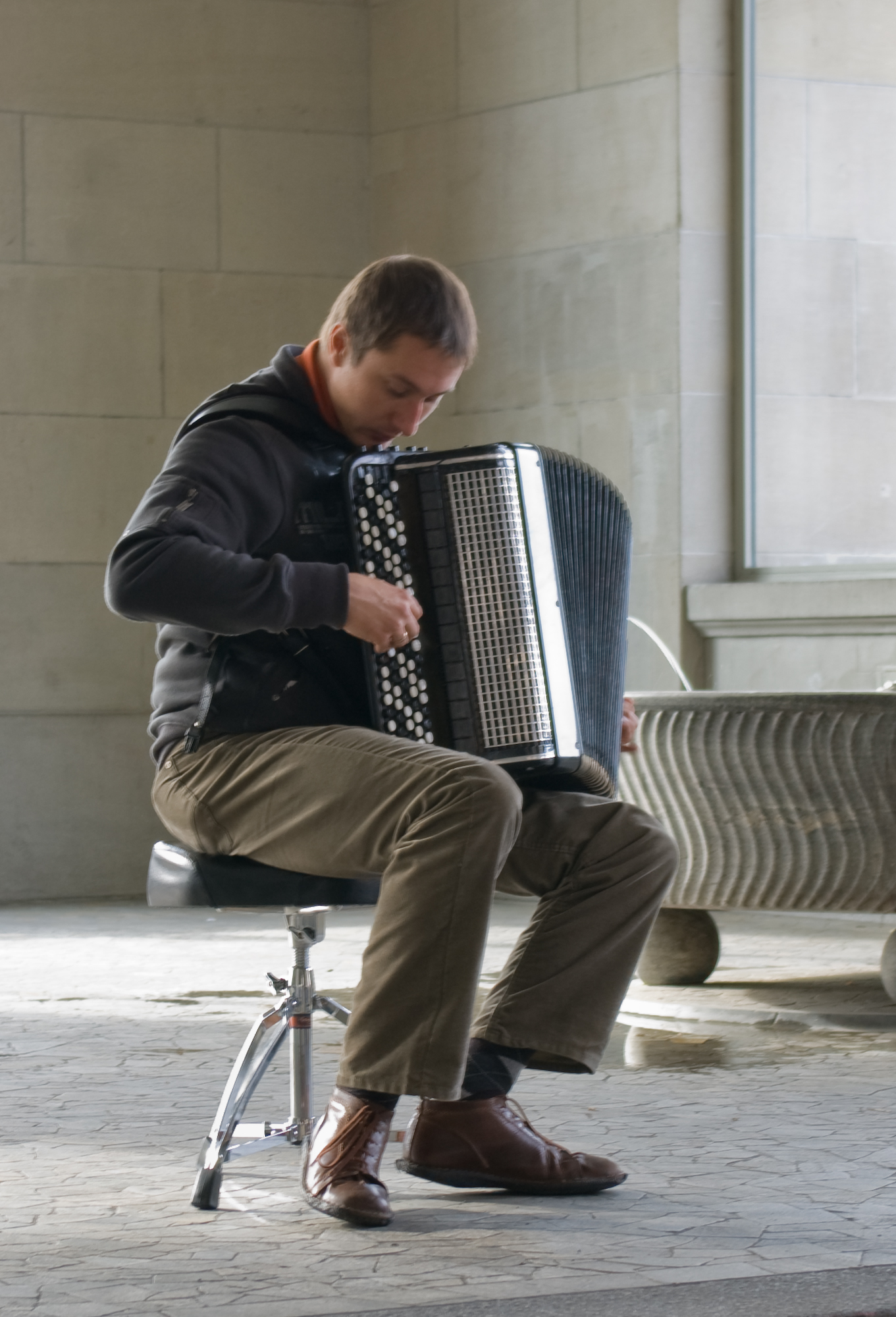

| Personendaten    | Personendaten                  |
| ---------------- | ------------------------------ |
| NAME             | Runow, Pawel                   |
| KURZBESCHREIBUNG | ukrainischer Akkordeon-Spieler |
| GEBURTSDATUM     | 12. Juli 1976                  |
| GEBURTSORT       | Uschhorod, Sowjetunion         |